# غويوم بيبي
غويوم بيبي (بالفرنسية: Guillaume Pepy) من مواليد 26 مايو 1958 في نويي سور سين هو أحد كبار المسؤولين الفرنسيين. يدير الجمعية الوطنية الفرنسية لسكك الحديد(SNCF) منذ فبراير 2008. وكان أيضا رئيس يوروستار حتى عام 2010، نائب رئيس المجموعة Keolis و Systra ، ويعمل مع تحالف شركات السكك الحديدية الأوروبية العالية السرعة.

## التكوين
درس غويوم بيبي في مدرسة الألزاس في باريس و تخرج من معهد الدراسات السياسية بباريس وهو من خريجي المدرسة الوطنية للإدارة والترويج لويز ميشال سنة (1984). كان يعمل مستشارا لوزيري التقنية والميزانية ميشال شاراس (1988) ، و مدير مكتب وزير العمل مارتين أوبري. في عام 1995، ثم أصبح نائب الرئيس التنفيذي لمجموعة التنمية Sofres.

## روابط خارجية
- غويوم بيبي على موقع IMDb (الإنجليزية)
- غويوم بيبي على موقع مونزينجر (الألمانية)